# Ruvu (Pangani)
Der Ruvu (in der Sprache der Kahe Eve) ist ein Fluss im Norden Tansanias.

## Verlauf
Er ist etwa 40 km lang und befindet sich in der Kilimandscharo-Region. Der Fluss verbindet den Jipe-See mit dem Nyumba ya Mungu Reservoir. Er ist einer der beiden Quellflüsse des Pangani, mündet allerdings seit dem Bau des Nyumba ya Mungu Reservoir in selbes und nicht mehr in den Pangani.

## Hydrometrie
Die durchschnittliche monatliche Durchströmung des Ruvu gemessen an der hydrologischen Station an der Straßenbrücke nach Tanga in m³/s (oberhalb der Mündung des Rau).